# Plecoptera fetna
Plecoptera fetna là một loài bướm đêm trong họ Erebidae.